# Jeremy Alcoba
Jeremayas „Jeremy“ Alcoba Ferrer (* 15. November 2001 in Tortosa) ist ein spanischer Motorradrennfahrer. Er ist 1,77 Meter groß und wiegt 63 Kilogramm.

## Karriere
Alcobas internationale Karriere begann 2016 in der CEV Moto3 Junior World Championship. Er fuhr auf einer Honda in Emilio Alzamoras Team Estrella Galicia 0,0 und wurde gleich beim ersten Rennen Dritter und fuhr die schnellste Rennrunde. Am Saisonende wurde Alcoba Gesamtelfter.
2017 verblieb Alcoba im Team und gewann den Saisonauftakt auf dem Circuito de Albacete. Es folgten im Verlauf der Saison noch weitere Podestplätze und er steigerte sich auf Platz fünf in der Gesamtwertung. In der Saison 2018 gewann Alcoba kein Rennen und wurde Gesamtvierter. 2019 wechselte Alcoba zu Laglisse Academy und fuhr ab jetzt auf einer Husqvarna. In der vierten Saison gelang Alcoba der endgültige Durchbruch, er wurde mit drei Saisonsiegen und 212 Punkten Meister.

### Motorrad-Weltmeisterschaft
2018 gab Alcoba sein Debüt in der Moto3-Klasse der Motorrad-Weltmeisterschaft, als Wildcard-Starter bei Estrella Galicia 0,0 in Katalonien, ebenfalls auf einer Honda. Er stürzte jedoch und erreichte nicht das Ziel. Ein weiterer Wildcard-Start folgte beim Großen Preis von Aragonien und er erreichte als 23. erstmals das Ziel. Beim darauffolgenden Großen Preis von Thailand sprang er als Ersatz für den verletzten Estrella-Galicia-Stammfahrer Arón Canet ein und wurde 18.
2019 fuhr Alcoba zwei Rennen als Ersatz für den verletzten Gabriel Rodrigo im Team Kömmerling Gresini Moto3 von Fausto Gresini und ging bei den Großen Preisen von Österreich und Großbritannien an den Start. Dabei gelangen ihm ein 21. und ein 14. Platz, mit letzterem Ergebnis fuhr Alcoba zudem seine ersten beiden WM-Punkte ein. Beim Saisonfinale in Valencia fiel Rodrigo erneut aus und Alcoba, der bereits als Nachfolger für Rodrigos Teamkollegen Riccardo Rossi einen Vertrag in der Tasche hatte, sprang als Ersatz ein, stürzte jedoch im Qualifying selbst und konnte aufgrund seiner Verletzungen nicht am Rennen teilnehmen.
2020 begann Alcobas Karriere als Stammfahrer im selben Team. Gleich beim ersten Rennen, dem Großen Preis von Katar, wurde er Siebter, nur einen Rang hinter Rodrigo. Beim Großen Preis von Spanien wurde der Katalane 15. Beim nächsten Rennen, den Großen Preis von Andalusien, kam er ursprünglich als Vierter ins Ziel, fiel jedoch aufgrund einer Zeitstrafe wegen Überschreitens der Streckenbegrenzung auf Platz sieben zurück. Die Saison schloss der Katalane als WM-Elfter und bester Rookie ab. Beim Saisonfinale, dem Großen Preis von Portugal, fuhr Alcoba als Dritter erstmals aufs Podest.
2021 wurde Alcoba mit zwei Podestplätzen Zwölfter. Wie auch im Vorjahr setzte er sich klar gegen Rodrigo durch. Beim Großen Preis von Italien wurde der Katalane im Q1 allerdings in einen tragischen Unfall verwickelt, als Jason Dupasquier stürzte. Alcoba konnte nicht mehr ausweichen und überfuhr den Schweizer, der am nächsten Tag während des Moto3-Rennens seinen Verletzungen erlag. Beim Grand Prix of The Americas wurde Alcoba in einen ähnlichen Unfall verwickelt, als er durch eine Berührung mit Deniz Öncü unverschuldet zu Sturz kam und auf der längsten Gerade der Strecke lag, Gott sei Dank konnten die darauffolgenden Fahrer ausweichen. Dies hatte zur Folge, dass Öncü für zwei Rennen gesperrt wurde.
Aufgrund seiner Körpergröße stieg der Spanier 2022 in die Moto2 auf und fuhr für IntactGP an der Seite Marcel Schrötters. Er wurde mit 72 Punkten WM-18.

## Statistik

### Erfolge
- 2019 – Meister der CEV Moto3 Junior World Championship auf Husqvarna
- 2020 – Moto3-Rookie of the Year auf Honda

### In der Motorrad-Weltmeisterschaft
(Stand: Saisonende 2024)
| Saison | Klasse | Team                            | Motorrad | Rennen | Siege | Zweiter | Dritter | Poles | schn. Rennrunden | Punkte | Ergebnis |
| ------ | ------ | ------------------------------- | -------- | ------ | ----- | ------- | ------- | ----- | ---------------- | ------ | -------- |
| 2018   | Moto3  | Estrella Galicia 0,0            | Honda    | 3      | –     | –       | –       | –     | –                | –      | 39.      |
| 2019   | Moto3  | Kömmerling Gresini Moto3        | Honda    | 2      | –     | –       | –       | –     | –                | 2      | 33.      |
| 2020   | Moto3  | Kömmerling Gresini Moto3        | Honda    | 15     | –     | –       | 1       | –     | –                | 87     | 11.      |
| 2021   | Moto3  | Indonesian Racing Gresini Moto3 | Honda    | 18     | –     | 1       | 1       | 1     | –                | 86     | 12.      |
| 2022   | Moto2  | Liqui Moly Intact GP            | Kalex    | 20     | –     | –       | –       | –     | –                | 72     | 18.      |
| 2023   | Moto2  | Gresini Racing Moto2            | Kalex    | 20     | –     | –       | –       | –     | 1                | 48,5   | 18.      |
| 2024   | Moto2  | Yamaha VR46 Master Camp Team    | Kalex    | 19     | –     | –       | –       | –     | –                | 79     | 15.      |
| Gesamt | Gesamt | Gesamt                          | Gesamt   | 97     | 0     | 1       | 2       | 1     | 1                | 374,5  |          |

Einzelergebnisse
| Saison | 1        | 2           | 3           | 4          | 5          | 6          | 7           | 8              | 9           | 10                     | 11          | 12                     | 13         | 14             | 15                            | 16             | 17         | 18         | 19        | 20           | 21       |
| ------ | -------- | ----------- | ----------- | ---------- | ---------- | ---------- | ----------- | -------------- | ----------- | ---------------------- | ----------- | ---------------------- | ---------- | -------------- | ----------------------------- | -------------- | ---------- | ---------- | --------- | ------------ | -------- |
| 2018   | Katar    | Argentinien | USA-Texas   | Spanien    | Frankreich | Italien    | Katalonien  | Niederlande    | Deutschland | Tschechien             | Osterreich  | Vereinigtes Konigreich | San Marino | Aragonien      | Thailand                      | Japan          | Australien | Malaysia   | \|\| \|\| |              |          |
| 2018   |          |             |             |            |            |            | DNF         |                |             |                        |             |                        |            | 23             | 18                            |                |            |            |           |              |          |
| 2019   | Katar    | Argentinien | USA-Texas   | Spanien    | Frankreich | Italien    | Katalonien  | Niederlande    | Deutschland | Tschechien             | Osterreich  | Vereinigtes Konigreich | San Marino | Aragonien      | Thailand                      | Japan          | Australien | Malaysia   | \|\| \|\| |              |          |
| 2019   |          |             |             |            |            |            |             |                |             |                        | 21          | 14                     |            |                |                               |                |            |            | DNS       |              |          |
| 2020   | Katar    | Spanien     | Andalusien  | Tschechien | Osterreich | Steiermark | San Marino  | Emilia-Romagna | Katalonien  | Frankreich             | Aragonien   |                        | Europa     | Valencia       | \|\| \|\| \|\| \|\| \|\| \|\| |                |            |            |           |              |          |
| 2020   | 7        | 15          | 7           | 7          | 14         | DNF        | 4           | 13             | 19          | DNF                    | 6           | 15                     | 8          | 10             | 3                             |                |            |            |           |              |          |
| 2021   | Katar    | Katar       | Portugal    | Spanien    | Frankreich | Italien    | Katalonien  | Deutschland    | Niederlande | Steiermark             | Osterreich  | Vereinigtes Konigreich | Aragonien  | San Marino     | USA-Texas                     | Emilia-Romagna | Portugal   | \|\| \|\|  |           |              |          |
| 2021   | DNF      | DNF         | 14          | 3          | 22         | 15         | 2           | 4              | 10          | 18                     | 14          | 21                     | DNF        | 16             | 6                             | 14             | 4          | 15         |           |              |          |
| 2022   | Katar    | Indonesien  | Argentinien | USA-Texas  | Portugal   | Spanien    | Frankreich  | Italien        | Katalonien  | Deutschland            | Niederlande | Vereinigtes Konigreich | Osterreich | San Marino     | Aragonien                     | Japan          | Thailand   | Australien | Malaysia  | Valencia     |          |
| 2022   | 14       | 14          | 16          | 6          | 6          | 12         | 13          | 17             | 18          | 20                     | 14          | 14                     | 10         | 10             | DNF                           | DNF            | DNF        | 6          | 9         | 8            |          |
| 2023   | Portugal | Argentinien | USA-Texas   | Spanien    | Frankreich | Italien    | Deutschland | Niederlande    | Kasachstan  | Vereinigtes Konigreich | Osterreich  | Katalonien             | San Marino | Indien         | Japan                         | Indonesien     | Australien | Thailand   | Malaysia  | Katar        | Valencia |
| 2023   | 10       | 17          | 4           | 16         | 13         | DNF        | 16          | 15             | C           | 11                     | 12          | 15                     | 16         | DNF            | 16                            | 20             | 4          | 13         | 12        | 15           | 15       |
| 2024   | Katar    | Portugal    | USA-Texas   | Spanien    | Frankreich | Katalonien | Italien     | Niederlande    | Deutschland | Vereinigtes Konigreich | Osterreich  | Aragonien              | San Marino | Emilia-Romagna | Indonesien                    | Japan          | Australien | Thailand   | Malaysia  | Black Ribbon |          |
| 2024   | 12       | 11          | 8           | 8          | 11         | 4          | DNF         | 13             | 14          | 7                      | 24          | 21                     | 17         | 15             | 13                            | 4              | 11         | DNF        | DNF       |              |          |

| Legende  | Legende            | Legende                                                          |
| Farbe    | Abkürzung          | Bedeutung                                                        |
| -------- | ------------------ | ---------------------------------------------------------------- |
| Gold     | –                  | Sieg                                                             |
| Silber   | –                  | 2. Platz                                                         |
| Bronze   | –                  | 3. Platz                                                         |
| Grün     | –                  | Platzierung in den Punkten                                       |
| Blau     | –                  | Klassifiziert außerhalb der Punkteränge                          |
| Violett  | DNF                | Rennen nicht beendet (did not finish)                            |
| Violett  | NC                 | nicht klassifiziert (not classified)                             |
| Rot      | DNQ                | nicht qualifiziert (did not qualify)                             |
| Rot      | DNPQ               | in Vorqualifikation gescheitert (did not pre-qualify)            |
| Schwarz  | DSQ                | disqualifiziert (disqualified)                                   |
| Weiß     | DNS                | nicht am Start (did not start)                                   |
| Weiß     | WD                 | zurückgezogen (withdrawn)                                        |
| Hellblau | PO                 | nur am Training teilgenommen (practiced only)                    |
| Hellblau | TD                 | Freitags-Testfahrer (test driver)                                |
| ohne     | DNP                | nicht am Training teilgenommen (did not practice)                |
| ohne     | INJ                | verletzt oder krank (injured)                                    |
| ohne     | EX                 | ausgeschlossen (excluded)                                        |
| ohne     | DNA                | nicht erschienen (did not arrive)                                |
| ohne     | C                  | Rennen abgesagt (cancelled)                                      |
| ohne     | keine WM-Teilnahme |                                                                  |
| sonstige | P/fett             | Pole-Position                                                    |
| sonstige | 1/2/3/4/5/6/7/8    | Punktplatzierung im Sprint-/Qualifikationsrennen                 |
| sonstige | SR/kursiv          | Schnellste Rennrunde                                             |
| sonstige | *                  | nicht im Ziel, aufgrund der zurückgelegten Distanz aber gewertet |
| sonstige | ()                 | Streichresultate                                                 |
| sonstige | unterstrichen      | Führender in der Gesamtwertung                                   |